# Lasioglossum quadrinotatulum
De Lasioglossum quadrinotatulum (tên tiếng Anh: steilrandgroefbij) là một loài Hymenoptera trong họ Halictidae. Loài này được Schenck mô tả khoa học năm 1861.